# هیئت‌های اعزامی ژاپنی به سوی چین
کنزوی-شی (انگلیسی: Japanese missions to Sui China) نمایانگر عدسی برای بررسی و ارزیابی روابط چین و ژاپن در قرون ۷، ۸ و ۹ هستند. ماهیت این تماس‌های دو جانبه به تدریج از تصدیق سیاسی و تشریفاتی تا تبادلات فرهنگی تکامل یافت؛ و این روند همراه با رشد روابط تجاری بود که با گذشت زمان توسعه یافت.
بین سالهای ۶۰۷ و ۸۳۸، ژاپن ۱۹ مأموریت به چین فرستاد. دانش هدف اصلی هر مأموریت بود. به عنوان مثال: کاهنان، آیین بودایی چین را مطالعه کردند. مقامات، دولت چین را مطالعه کردند. پزشکان پزشکی چینی را مطالعه کردند. نقاشان دربارهٔ نقاشی چینی تحصیل کردند. تقریباً یک سوم کسانی که از ژاپن اعزام شده بودند برای بازگشت به خانه زنده نماندند.